# Хромит магния
Хромит магния — неорганическое соединение,
соль магния и хромистой кислоты с формулой Mg(CrO2)2,
тёмно-зелёные кристаллы,
растворяется в воде.

## Получение
- Спекание оксидов магния и хрома:

{\displaystyle {\mathsf {MgO+Cr_{2}O_{3}\ {\xrightarrow {620^{o}C}}\ MgCr_{2}O_{4}}}}
- Разложение хромата магния при нагревании:

{\displaystyle {\mathsf {4MgCrO_{4}\ {\xrightarrow {525-645^{o}C}}\ 2MgCr_{2}O_{4}+2MgO+3O_{2}}}}

## Физические свойства
Хромит магния образует тёмно-зелёные кристаллы
кубической сингонии,
пространственная группа F d3m,
параметры ячейки a = 0,832768 нм, Z = 8.
При 10 К происходит переход в фазу
тетрагональной сингонии,
пространственная группа I 41/amd,
параметры ячейки a = 0,589199 нм, c = 0,831677 нм, Z = 4.